# Mars 1828

## Événements
- L'Assam est annexé par les Britanniques.
  - Gomdhar Kanwar, issu d’une vieille famille d’Assam, est proclamé roi par les rebelles Assamais qui luttent pour leur indépendance vis-à-vis des Britanniques.

## Naissances
- 18 mars : William Randal Cremer, prix Nobel de la paix en 1903 († 22 juillet 1908).

## Décès
- 17 mars : James Edward Smith (né en 1759), botaniste britannique.